# Dúbravy
Dúbravy – wieś (obec) na Słowacji położona w kraju bańskobystrzyckim, w powiecie Detva. Pierwsze wzmianki o miejscowości pochodzą z roku 1808. 
Według danych z dnia 31 grudnia 2012, wieś zamieszkiwały 953 osoby, w tym 496 kobiet i 457 mężczyzn.
W 2001 roku rozkład populacji względem narodowości i przynależności etnicznej wyglądał następująco:
- Słowacy – 97,46%
- Czesi – 0,41%
- Romowie – 1,93%
- Węgrzy – 0,2%

Ze względu na wyznawaną religię struktura mieszkańców kształtowała się w 2001 roku następująco:
- Katolicy rzymscy – 90,37%
- Grekokatolicy – 0,1%
- Ewangelicy – 0,61%
- Ateiści – 5,78%
- Nie podano – 2,33%